# Älgskadefondsföreningen
Älgskadefondsföreningen är en ideell organisation i Sverige som verkar för ökad vilt- och trafiksäkerhet. Föreningen har cirka 80 000 medlemmar över hela Sverige.
Föreningen har sedan 1973 arbetat för att minska antalet viltolyckor främst genom en omfattande informationsverksamhet. I detta arbete samarbetar föreningen med bl.a. Polisen, Trafikverket, NTF, Svensk Bilprovning, SOS Alarm m.fl.
Medlemskap i Älgskadefondsföreningen innebär rätt till ekonomisk hjälp med den reparationskostnad som medlemmen åsamkas vid kollision med djur enligt Jaktförordningen §40 ( älg, rådjur, hjort, vildsvin, björn, varg, järv, lodjur, utter, örn och mufflonfår) samt ren. Dock maximalt 7 500 kr (år 2020) per olyckstillfälle. Utöver hjälp till reparation/vagnskadesjälvrisk utgår alltid en extra kostnadsersättning om 500 kr, samt om utrymme finns inom maxbeloppet också hjälp med eventuell hyrbilskostnad.

## Verksamhet
Älgskadefondsföreningen lägger varje år ner ett omfattande arbete informationsarbete till trafikanter. Främst sker detta genom att föreningen erbjuder föreläsningar och utbildningar till såväl stora myndigheter som små ideella föreningar. Dessutom deltar föreningen med deras ekipage vid hundratals större arrangemang med en sammanlagd publik på upp till två miljoner. Ekipagen består av en i verkligheten krockad bil med uppstoppad älg liggande på motorhuven. Föreningen sammanställer årligen i oktober "Viltolycksprognosen", som förutspår antalet viltolyckor i landet under innevarande år. 

## Historik
Älgskadefondsföreningen grundades 1973 av köpman Günter Richter från Asarum. Richter hade själv råkat ut för en älgolycka när han fick idén till att starta upp föreningen. Tidigare hade den statliga Älgskadefonden lagts ner i brist på pengar. Föreningens första årsmöte hölls i Alvesta 1973. Nils-Arvid Arvidsson valdes av de församlade till föreningens första ordförande, en post han innehade fram till 1991. Arvidsson hade, liksom grundaren, varit med om en älgolycka som höll på att kosta honom livet. Vid årsmötet fastställdes även föreningens syfte, som än idag är detsamma, dels att om möjligt rädda liv genom att minska antalet viltolyckor och dels att hjälpa den som drabbas ekonomiskt av viltolyckor.
Så småningom började massmedia uppmärksamma föreningens idoga kamp, vilket ledde till att allt fler medlemmar anslöt sig till föreningen. 1978 blev medlemsantalet så stort att sekreteraren inte hann administrera, vilket ledde till att administrationen blev "datoriserad". 1983 anställdes en egen administratör. Älgskadefondsföreningens historia visar hur en förening kan växa från ett par personer med kansli i ordförandes kök till en stor medlemsförening med mer än 82 000 medlemmar, genom mun-till-öra-metoden.
| Period     | Ordförande           |
| ---------- | -------------------- |
| 1973–1991  | Nils-Arvid Arvidsson |
| 1991–2003  | Göte Karlsson        |
| 2003–2007  | Lars Sävberger       |
| 2007– 2019 | Ingrid Hugosson      |
| 2019–      | Morgan Palmquist     |